# Casatejada (ort)
Casatejada är en ort i Spanien.   Den ligger i provinsen Provincia de Cáceres och regionen Extremadura, i den centrala delen av landet, 180 km väster om huvudstaden Madrid. Casatejada ligger 273 meter över havet och antalet invånare är 1 390.
Terrängen runt Casatejada är platt. Runt Casatejada är det glesbefolkat, med 11 invånare per kvadratkilometer. Närmaste större samhälle är Navalmoral de la Mata, 12,0 km öster om Casatejada. Trakten runt Casatejada består till största delen av jordbruksmark.